# Louey
Louey é uma comuna francesa na região administrativa de Occitânia, no departamento dos Altos Pirenéus. Estende-se por uma área de 6,06 km². Em 2010 a comuna tinha 1 031 habitantes (densidade: 170,1 hab./km²).